# 奥利维娅·贾德森
奥利维娅·P·贾德森（英語：Olivia P. Judson，1970年—）是一位美国进化生物学家和科普作家，是科学史家霍勒斯·弗里兰·贾德森之女，主要科普作品有《性别战争：Dr.Tatiana给全球生物的性建议》（Dr Tatiana's Sex Advice to All Creation: The Definitive Guide to the Evolutionary Biology of Sex）等。